# Princesa Cristina, senyora Magnuson
Cristina de Suècia, senyora Magnuson (Estocolm 1943). Princesa de Suècia que perdé el tractament d'altesa reial arran del seu matrimoni morganàtic amb Tord Gösta Magnuson.
Nascuda a Estocolm el dia 3 d'agost de 1943 essent filla del príncep hereu Gustau Adolf de Suècia i de la princesa Sibil·la de Saxònia-Coburg Gotha. Cristina era neta per via paterna del rei Gustau VI Adolf de Suècia i de la princesa Margarida del Regne Unit; mentre que per via materna era neta del duc Carles Eduard de Saxònia-Coburg Gotha i de la princesa Victòria Adelaida de Schleswig-Holstein-Sondenburg-Glücksburg.
En un dinar celebrat a Estocolm conegué a qui seria el seu futur espòs, Tord Gösta Magnuson. Arran d'aquesta matrimoni desigual celebrat al Palau Reial d'Estocolm la princesa perdé el tractament d'altesa reial i quedà expulsada de la família reial. Des del casament celebrat l'any 1974, Cristina ha estat coneguda com a Princesa Cristina, senyora Magnuson. La parella té tres fills:
- Carles Gustau Magnuson, nat a Estocolm el 1975.

- Tord Oscar Magnuson, nat a Estocolm el 1977.

- Víctor Edmon Magnuson, nat a Estocolm el 1980.

La princesa viu a Estocolm al costat del seu marit. La parella són membres actius de la família del rei i no és estrany veure'ls atendre actes i celebracions oficials tant a Suècia com a altres països escandinaus. Cristina és la padrina-jove del príncep Joaquim de Dinamarca, fill de la seva cosina la reina Margarida II de Dinamarca i de la princesa Magdalena de Suècia, filla del seu germà, el rei de Suècia.
Durant nou anys fou la presidenta de la Creu Roja de Suècia.